# Fresnes (Côte-d’Or)
Fresnes – miejscowość i gmina we Francji, w regionie Burgundia-Franche-Comté, w departamencie Côte-d’Or.
Według danych na rok 1990 gminę zamieszkiwało 169 osób, a gęstość zaludnienia wynosiła 13 osób/km² (wśród 2044 gmin Burgundii Fresnes plasuje się na 742. miejscu pod względem liczby ludności, natomiast pod względem powierzchni na miejscu 747).